# Synkretism
Synkretism är ett teologiskt begrepp med betydelsen religionsblandning, eller att en religion under nytt namn utvecklas genom inhämtande av det "bästa" från två eller flera etablerade religioner (se exempelvis manikeism). Vanligt i historien när kulturer möts och religioner blandas. Förekommer ofta i moderna religionsbildningar och strömningar som New Age. Cao Ðài, som bildades i Vietnam på 1920-talet, har en brokig samling helgonfigurer, inklusive Karl Marx och Victor Hugo. Synkretism är även en komponent i swedenborgianismen.
Ofta när två religioner blandas svarar den ena religionen på problem som uppkommit i den andra och vice versa.
Begreppet används även i andra sammanhang när man förenar två olika parter.